# 1946 en architecture
| Années de l'architecture : 1943 - 1944 - 1945 - 1946 - 1947 - 1948 - 1949    |
| Décennies de l'architecture : 1910 - 1920 - 1930 - 1940 - 1950 - 1960 - 1970 |

Cet article présente les faits marquants de l'année 1946 en architecture.

## Réalisations
- 13 avril : inauguration du Jefferson Memorial de John Russell Pope à Washington.
- Maison dans le désert de Richard Neutra  à Palm Springs en Californie.

## Récompenses
- x

## Naissances
- 12 mai : Daniel Libeskind.

## Décès
- 4 février : Herbert Baker (° 9 juin 1862).
- 10 juillet : Charles-Henri Besnard (° 27 janvier 1881).
- 21 août : Camille Lefèvre (° 2 juillet 1876).